# Skien
Skien és un municipi de Noruega, capital del comtat de Telemark. Té 53.952 habitants (2016) i la seva superfície és de 778,06 km². El centre administratiu del municipi és el poble homònim. Pertany al districte tradicional de Grenland.
El municipi ocupa dins de Noruega el lloc número 11 en població, amb més de 53.745 habitants segons el cens de 2015. No obstant això, la conurbació de Skien i Porsgrunn és considerada la setena zona metropolitana més poblada de Noruega, amb més de 85 000 habitants. Skien és també una de les ciutats més antigues del país, i les seves arrels es remunten aproximadament a l'any 900.
Skien va ser històricament la ciutat portuària més important de Noruega que enviava fusta i va ser una de les principals ciutats comercials de Noruega amb un ampli contacte amb els països veïns, en particular els Països Baixos. La ciutat va ser el lloc de naixement del dramaturg Henrik Ibsen, i molts dels seus famosos drames passen en llocs semblants a l'Skien del segle xix.

## Nom

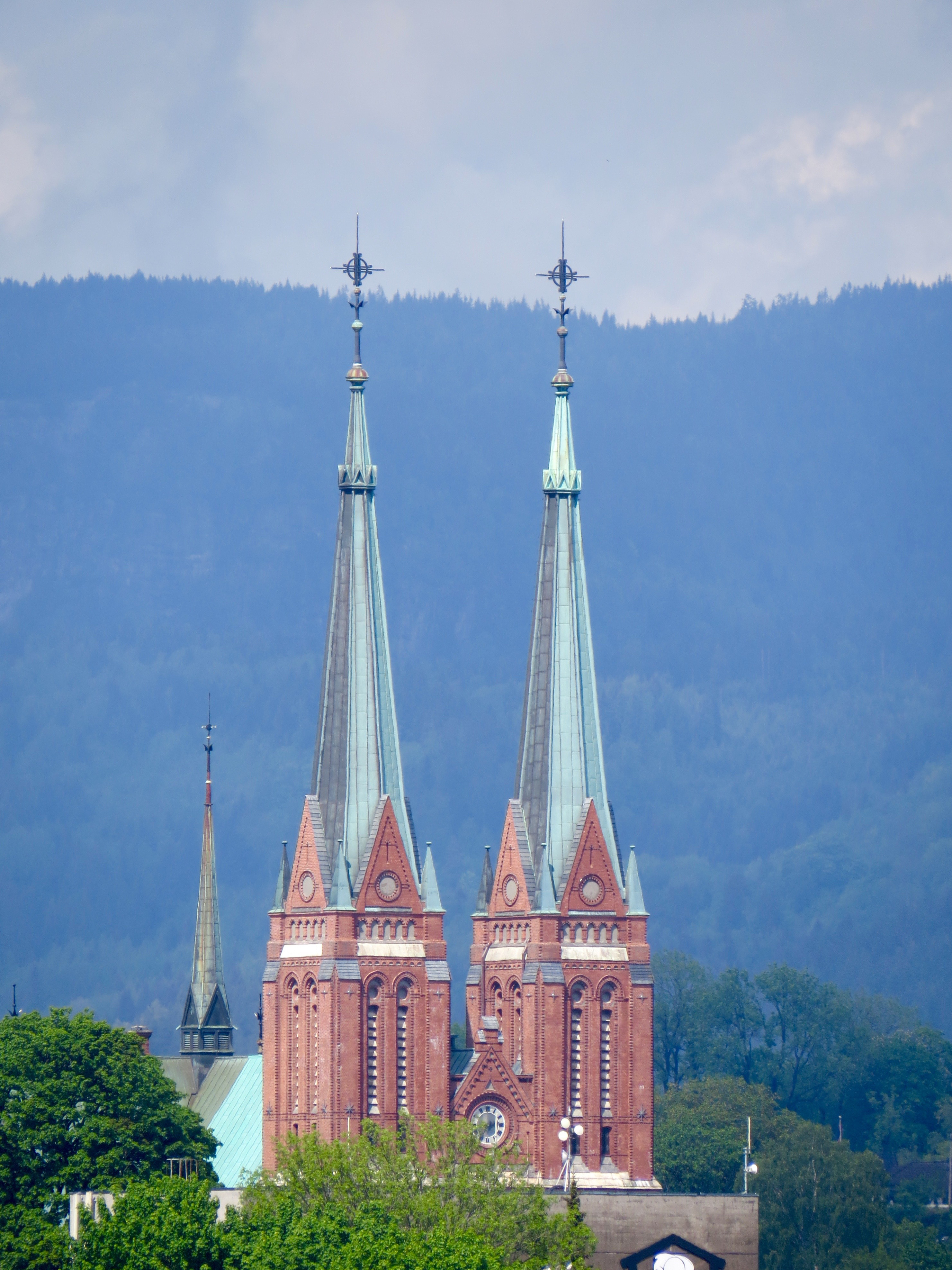
L'església de Skien

La forma en nòrdic antic del nom era Skiða (que significa "recte"), i aquest nom prové de l'antic nom del rierol homònim (amb un tram recte). El canal de Telemark passa per la ciutat.

## Escut d'armes
L'escut d'armes deriva del segell més antic conegut de la ciutat, que data del 1609. El segell mostra dos esquís a cada cantó i al centre una creu, amb una petita estrella en el punt d'encreuament. Els esquís són un element semi-parlant (basats en una mala interpretació del significat del nom de la ciutat) i la creu és un símbol religiós. Hi ha hagut diverses teories sobre el significat de la creu, però el seu significat no es coneix clarament. S'ha suggerit que és un símbol de l'església principal de Skien, l'església de la Santa Creu. La petita estrella pot ser un símbol de Maria, mare de Jesús, ja que la segona església medieval de Skien va ser dedicada a ella. A més dels esquís i la creu, hi ha dos ranuncles agres en cada costat.
A la dècada del 1980 la ciutat va adoptar oficialment l'escut actual, que és idèntic al segell més antic. Els colors són els mateixos que s'han utilitzat des del segle xix. Les diferències entre el segell i l'escut són que la creu es col·loca a la part superior dels esquís i l'estrella es canvia d'una estrella de quatre puntes a una de sis puntes.
Vegeu també Alvdal i Trysil.

## Fills il·lustres
- Henrik Johan Ibsen (1828 – 1906), dramaturg i poeta
- Fredrik Hjalmar Johansen (1867 - 1913), explorador
- Gunnar Knudsen (1848 – 1928), polític i exprimer ministre de Noruega.

## Ciutats agermanades
Skien manté una relació d'agermanament amb les següents localitats:
- Loimaa, Finlàndia Pròpia, Finlàndia
- Minot, Dakota del Nord, Estats Units
- Mosfellsbær, Islàndia
- Onești, Província de Bacău, Romania
- Sorrento, Campània, Itàlia
- Thisted, Jutlàndia Septentrional, Dinamarca
- Uddevalla, Västra Götaland, Suècia